# Marfa-ljusen

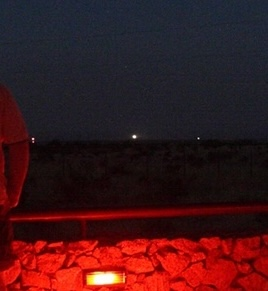
Marfa-ljus (i mitten) sett från en utsiktsplats längs U.S. Route 90.

Marfa-ljusen är gåtfulla ljus (även kända som spökljus), som påstås ses nära Route 67, öster om Marfa i Texas, USA.
Den första rapporten kom år 1957. Inga verifierade källor om Marfa-ljusen kan hittas före 1950-talet.

## Utseende
Rapporter om liknande ljus har under hela 1900-talet kommit in runt ifrån området och de fortsätter än idag. Ljusen beskrivs som glödande klot som svävar ovanför marken, i vissa fall högre upp, med variation i färgerna, såsom vit, gul, orange eller röd, men även grön och blå. 
Oftast svävar kloten lika högt som axlarna på en människa och förflyttar sig långsamt, men ibland flyger de iväg i hög hastighet i någon riktning. Det brukar alltid röra sig om två eller flera klot, som utför rörelser som smälter ihop dem eller bryter ut nya klot. De förefaller också hoppa in och försvinna i regelbunden takt. Deras storlek är som en fotboll eller basketboll.  
Ljusen brukar inte ses ofta. De uppenbarar sig ibland och plötsligt, kanske tio till tjugo gånger per år. Det finns inga trovärdiga rapporter om att de setts dagtid, utan de förefaller endast visa sig på natten, då de kan uppenbara vilket klockslag som helst. Ljusen sägs lysa allt ifrån en bråkdel av en sekund till flera timmar i sträck. Det verkar inte finnas någon koppling till varför ljusen skulle uppenbara sig. De kommer i alla årstider och i alla väder, och de påverkas inte av sådana saker.  
Det är extremt svårt att komma i närheten av ljusen, främst på grund av den farliga terrängen på Mitchell-platån. Marken är även privategendom, som inte får beträdas utan ägarens godkännande. En utsiktsplats och ett besökscenter  har byggts längs 
U.S. Route 90.
Det finns bara några få rapporter om nära observationer av ljusen, som säges likna fyrverkeri, fast utan rök och ljud.

## Likheter
Andra, liknande händelser, förekommer runt El Paso, Rio Grande och in i Mexiko, men kan ses även världen över. Vissa av dessa ljus uppenbarar sig, men verkar sakta förlora sin ljusstyrka innan de slutligen försvinner, medan andra sägs hålla i sig i flera år. De mest kända måste vara Hessdalen-ljusen i Norge, men det finns en liknande variant i Australien, Min Min-ljusen.

## Skeptikerna
Skeptiker anser att ljusen lika väl kan misstolkade helt vanliga ljus, så som bilstrålkastare eller lampor. Vissa anser till och med att man har betecknat dem som "paranormala" för att öka turismen till det avlägsna västra Texas och noterar att det inte var förrän 1957 den första rapporten kom in. 
Men ett antal projekt som man utfört har generellt bekräftat ljusen och deras mystiska närvaro, oftast med fotografiska bevis. Många förslag har lagts fram till vad som kan ligga bakom ljusen, men man har inte kommit fram till något enhetligt svar.
Den mest framträdande skeptiska förklaringen är att ljusen är en form av spegelbild skapad av de skarpa temperaturskillnaderna mellan kalla och varma luftlager. Marfa ligger på en höjd av 1 523 meter ovanför havet och temperaturen kan skilja sig mellan 50 och 60 grader. 
Andra anser att ljusen skapas av helt naturliga fenomen, till exempel den piezoelektriska effekten, upptäckt av Pierre Curie år 1883. Det anses att metallen i marken skapar en form av elektrisk effekt som kan visa sig som ett klot.

## Undersökningen 2004
En universitetsgrupp, vars uppdrag var att studera ljusen, tillbringade fyra nätter i Marfa-området. De kom fram till att ljusen mycket väl kunde vara billjus från en väg mellan Marfa och Presidio, Texas.
Andra forskare har längre och mer utformade projekt om ljusen, och kan hittas på https://web.archive.org/web/20190605153003/http://www.nightorbs.net/.